# 택스슬레이어 센터
택스슬레이어 센터(TaxSlayer Center)은 미국 일리노이주 멀린에 위치한 실내 경기장이다. 현재 ECHL 쿼드시티 말라즈의 홈경기장으로 사용되고 있으면, 과거 AHL 쿼드시티 플레임스의 홈경기장으로 사용했다.